# Laothoe baltica
Laothoe baltica är en fjärilsart som beskrevs av Vijdalepp 1979. Laothoe baltica ingår i släktet Laothoe och familjen svärmare. Inga underarter finns listade i Catalogue of Life.